# Quyền tác giả

Biểu tượng của bản quyền thường được kí hiệu bằng chữ ©

Quyền tác giả hay tác quyền (tiếng Anh: Copyright) là bản quyền hoặc độc quyền của một tác giả cho tác phẩm của người này. Quyền tác giả được dùng để bảo vệ các sáng tạo tinh thần có tính chất văn hóa (cũng còn được gọi là tác phẩm) không, ví dụ như các bài viết về khoa học hay văn học, sáng tác nhạc, ghi âm, tranh vẽ, hình chụp, phim và các chương trình truyền thanh. Quyền này bảo vệ các quyền lợi cá nhân và lợi ích kinh tế của tác giả trong mối liên quan với tác phẩm này. Một phần người ta cũng nói đó là
(intellectual property) và vì thế là đặt việc bảo vệ sở hữu vật chất và sở hữu trí tuệ song đôi với nhau, thế nhưng khái niệm này đang được tranh cãi gay gắt. Quyền tác giả không cần phải đăng ký và thuộc về tác giả khi một tác phẩm được ghi giữ lại ít nhất là một lần trên một phương tiện lưu trữ. Quyền tác giả thông thường chỉ được công nhận khi sáng tạo này mới, có một phần công lao của tác giả và có thể chỉ ra được là có tính chất duy nhất cho phép tác giả được hưởng tác quyền suốt đời cộng thêm tối thiểu 50 năm sau khi qua đời. Tuy nhiên các quốc gia tuân thủ công ước được phép nâng thời hạn hưởng tác quyền dài hơn.
Trái ngược với copyright là copyleft.

## Lịch sử phát triển của quyền tác giả
Trong Thời kỳ Cổ đại và Thời kỳ Trung Cổ người ta chưa biết đến quyền cho một tác phẩm trí tuệ. Các quy định luật pháp chỉ có cho những vật mang tác phẩm trí tuệ, đặc biệt là về sở hữu. Ví dụ như là không được phép trộm cắp một quyển sách nhưng lại được phép chép lại từ quyển sách đó. Việc nhiều nghệ sĩ và tác giả cùng làm việc trong một đề tài là một trường hợp bình thường, cũng như việc các nhạc sĩ khác lấy hay thay đổi các bài hát và tác phẩm âm nhạc. Khi không muốn bài viết bị thay đổi tác giả chỉ còn có cách gắn một lời nguyền rủa vào quyển sách của mình như Eike von Repgow, tác giả của Sachsenspiegel, một quyển sách ghi chép lại các luật lệ đương thời, đã nguyền rủa những người giả mạo tác phẩm của ông sẽ bị chết.
Cùng với phát minh in (khoảng 1440), các bản sao chép lại của một tác phẩm bắt đầu có thể được sản xuất ở số lượng lớn một cách dễ dàng hơn. Nhưng tác giả vẫn chưa có được "quyền tác giả" ở bên cạnh và còn phải vui mừng là chẳng những tác phẩm được in mà nhà in hay nhà xuất bản còn trả cho một số tiền cho bản viết tay. Thế rồi đi đến trường hợp là bản in đầu tiên bị các nhà in khác in lại. Việc này làm cho việc kinh doanh của nhà in đầu tiên khó khăn đi vì người này đã đầu tư lao động nhiều hơn và có thể cũng đã trả tiền cho tác giả, những người in lại tự nhiên là có thể mời chào sản phẩm của họ rẻ tiền hơn. Tác giả cũng có thể không bằng lòng với các bản in lại vì những bản in lại này thường được sản xuất ít kỹ lưỡng hơn: có lỗi hay thậm chí bài viết còn bị cố ý sửa đổi.
Vì thế, để chống lại tệ in lại, các nhà in đã xin các quyền lợi đặc biệt từ phía chính quyền, cấm in lại một tác phẩm ít nhất là trong một thời gian nhất định. Lợi ích của nhà in trùng với lợi ích của nhà cầm quyền vì những người này muốn có ảnh hưởng đến những tác phẩm được phát hành trong lãnh địa của họ. Đặc biệt là nước Pháp do có chế độ chuyên chế sớm nên đã thực hiện được điều này, ít thành công hơn là ở Đức. Tại Đức một số hầu tước còn cố tình không quan tâm đến việc các nhà xuất bản vi phạm các đặc quyền từ hoàng đế nhằm để giúp đỡ các nhà xuất bản này về kinh tế và để mang vào lãnh thổ văn học đang được ưa chuộng một cách rẻ tiền. Những ý tưởng của Phong trào Khai sáng phần lớn là đã được truyền bá bằng các bản in lậu.
Khi Thời kỳ Phục hưng bắt đầu, cá nhân con người trở nên quan trọng hơn và đặc quyền tác giả cũng được ban phát để thưởng cho những người sáng tạo ra tác phẩm của họ. Tại nước Đức ví dụ như là Albrecht Dürer (1511) đã được công nhận một đặc quyền như vậy. Nhưng việc bảo vệ này chỉ dành cho người sáng tạo như là một cá nhân (quyền cá nhân) và chưa mang lại cho tác giả một thu nhập nào. Giữa thế kỷ 16 các đặc quyền lãnh thổ được đưa ra, cấm in lại trong một vùng nhất định trong một thời gian nhất định.
Khi các nhà xuất bản bắt đầu trả tiền nhuận bút cho tác giả thì họ tin rằng cùng với việc này họ có được một độc quyền kinh doanh (thuyết về sở hữu của nhà xuất bản), ngay cả khi họ không có đặc quyền cho tác phẩm này. Vì thế mà việc in lại bị cấm khi các quyền từ tác giả được mua lại.
Mãi đến thế kỷ 18, lần đầu tiên mới có các lý thuyết về các quyền giống như sở hữu cho các lao động trí óc (và hiện tượng của sở hữu phi vật chất). Trong một bộ luật của nước Anh năm 1710, Statue of Anne, lần đầu tiên một độc quyền sao chép của tác giả được công nhận. Tác giả sau đó nhượng quyền này lại cho nhà xuất bản. Sau một thời gian được thỏa thuận trước tất cả các quyền lại thuộc về tác giả. Tác phẩm phải được ghi vào trong danh mục của nghiệp hội các nhà xuất bản và phải có thêm ghi chú copyright để được bảo vệ. Phương pháp này được đưa vào ứng dụng tại Mỹ vào năm 1795 (yêu cầu phải ghi vào danh mục được bãi bỏ tại Anh vào năm 1956 và tại Hoa Kỳ vào năm 1978). Ý tưởng về sở hữu trí tuệ phần lớn được giải thích bằng thuyết về quyền tự nhiên (tiếng Anh: natural law). Tại Pháp một Propriété littéraire et artistique (Sở hữu văn học và nghệ thuật) được đưa ra trong hai bộ luật vào năm 1791 và 1793. Tại nước Phổ một bảo vệ tương tự cũng được đưa ra vào năm 1837. Cũng vào năm 1837 Hội đồng liên bang của Liên minh Đức quyết định thời hạn bảo vệ từ khi tác phẩm ra đời là 10 năm, thời hạn này được kéo dài thành 30 năm sau khi tác giả qua đời (post mortem auctoris) vào năm 1845. Trong Liên minh Bắc Đức việc bảo vệ quyền tác giả được đưa ra vào năm 1857 và được Đế chế Đức thu nhập và tiếp tục mở rộng sau đó. Trong Đệ tam Đế chế các tác giả chỉ là "người được ủy thác trông nom tác phẩm" cho cộng đồng nhân dân.

## Phát triển hiện tại của quyền tác giả
Những lý lẽ được đưa ra trong các cuộc thảo luận về việc quyền tác giả phải phản ứng như thế nào trước các phát triển kỹ thuật hiện tại đều tương tự như nhau trên toàn thế giới. Một vài quốc gia chỉ còn có một phạm vi tự do hạn hẹp trong việc định hình cho quyền tác giả vì những quy định khác thường có thể được coi là lợi thế không công bằng, không được các đối tác thương mại thế giới chấp nhận mà không có phản ứng chống lại. Trong tương quan về thế mạnh hiện tại Mỹ là quốc gia có phạm vi tự do rộng lớn nhất và với Digital Millennium Copyright Act (DMCA) là quốc gia đã định sẵn chiều hướng chung của quyền tác giả, đi đến việc bảo vệ quyền tác giả một cách nghiêm ngặt hơn. Định luật tương tự ở châu Âu là European Union Copyright Directive (EUCD- Chỉ thị Copyright Liên minh châu Âu).
Việc hoàn toàn hủy bỏ quyền được phép có bản sao dùng cho mục đích cá nhân đang được Hiệp hội Công nghiệp ghi âm quốc tế (IFPI) yêu cầu và sau đó là việc truy tìm cứng rắn hơn các vi phạm về quyền tác giả. Ngoài những nguyên nhân khác đây cũng là một phản ứng chống lại việc sử dụng ngày càng phổ biến các nơi trao đổi trong Internet và các công nghệ khác của "thời đại số". Ngày nay chương trình phát thanh hay truyền hình có thể nghe hay xem được qua Internet, sách điện tử (e-book) được coi như là một cạnh tranh của sách in. Những thay đổi này là lý lẽ của những người kinh doanh trong giới truyền thông nhằm để thông qua luật lệ mà trở về lại thời kỳ trước khi các máy quay video, máy thâu băng và máy thu thanh được phổ biến rộng rãi: Vào năm 1900, khi muốn nghe nhạc (không phải là live) thì tất cả mọi người đều phải mua một đĩa hát.
Mỗi một phát minh mới, ví dụ như máy thu thanh, đều được coi như là sẽ làm suy tàn công nghiệp âm nhạc, nhưng thật ra điều trái ngược lại đã xảy ra.

## Bản quyền
Bản quyền (tiếng Anh: copyright) là thuật ngữ được các quốc gia theo hệ thống pháp luật Anh-Mỹ (án lệ) dùng chỉ cho quyền phi vật thể đối với các tác phẩm trí tuệ. Quyền này tương tự như quyền tác giả (tiếng Pháp: droit d'auteur; tiếng Đức: Urheberrecht) ở Việt Nam nói riêng và các quốc gia theo hệ thống luật lục địa châu Âu như Đức hoặc một số quốc gia châu Âu khác nhưng khác nhau ở nhiều điểm cơ bản.
Chủ thể được bảo hộ là tương đối khác nhau. Trong khi quyền tác giả đặt tác giả như là người sáng tạo và các quan hệ tinh thần của tác giả đối với tác phẩm làm trung tâm thì copyright lại bảo vệ quyền lợi kinh tế của người sở hữu quyền tác giả (copyright owner) hơn là chính tác giả. Copyright trước nhất là dùng để bảo vệ các đầu tư về kinh tế. Chính từ nền tảng này mà luật của các vùng nói tiếng Anh và luật của châu Âu lục địa đã đi đến kết quả khác nhau cho nhiều vấn đề về luật pháp.
Trong copyright của hệ thống luật Anh-Mỹ, trái ngược với luật về quyền tác giả của hệ thống luật châu Âu lục địa, các quyền sử dụng và quyền định đoạt về một tác phẩm thường không dành cho tác giả (Ví dụ cho một nghệ sĩ) mà lại dành cho những người khai thác các quyền này về mặt kinh tế (Ví dụ như nhà xuất bản). Tác giả chỉ giữ lại các quyền phủ quyết có giới hạn nhằm để ngăn cản việc lạm dụng của copyright từ phía những người khác thác các quyền này.
Một điểm khác biệt cơ bản nữa giữa Bản quyền và quyền tác giả là luật về quyền tác giả bảo vệ cả những quyền nhân thân của tác giả (moral rights) trong khi các quốc gia như Anh, Úc, Mỹ hầu như không hề có những quy định này cho đến thời gian gần đây. Cụ thể như pháp luật về quyền tác giả Việt Nam từ lâu đã bảo vệ những quyền nhân thân của tác giả như Quyền bảo đảm được trích dẫn khi tác được sử dụng hoặc quyền bảo dẳm tác phẩm không bị sửa đổi, bổ sung, thay đổi, chuyển thể dưới mọi hình thức mà không được sự đồng ý của (các) tác giả.
Cho đến những năm gần đây copyright tại Mỹ vẫn phải đăng ký một cách rõ ràng và chấm dứt 75 năm sau khi được ghi vào trong danh mục copyright trung tâm. Hiện nay các tác phẩm mới tại Mỹ được bảo vệ cho đến 70 năm sau khi tác giả qua đời hay 95 năm dành cho các doanh nghiệp. Việc đăng ký copyright tại Thư viện Quốc hội Mỹ (Library of Congress) không còn là cần thiết bắt buộc nữa nhưng vẫn được khuyên nhủ.
Ghi chú copyright – ký hiệu © hay (c), sau đó thường là người sở hữu quyền và năm – hay cũng được gọi là thông báo quyền tác giả có nguồn gốc từ luật Mỹ. Lý do là theo các luật lệ cũ của Mỹ thì có thể mất các quyền về một tác phẩm nếu như không có ghi chú copyright. Sau khi Mỹ gia nhập Công ước Bern về bảo hộ các tác phẩm văn học và nghệ thuật vào năm 1989 thì ghi chú copyright không cần thiết nữa nhưng vẫn có thể được đính kèm tùy theo ý muốn. Trong hệ thống pháp luật châu Âu lục địa thì ngược lại, quyền tác giả phát sinh tại thời điểm tác giả tạo ra tác phẩm.

## Quyền tác giả trongLiên minh châu Âu
Liên minh châu Âu đã đưa ra nhiều chỉ thị để thống nhất quyền tác giả trong toàn Liên minh châu Âu. Theo Chỉ thị phần mềm (91/259/EWG) ra đời vào năm 1991 thì các chương trình máy tính được bảo vệ như là các tác phẩm văn học theo ý nghĩa về quyền tác giả. Trong năm 1993, thông qua Chỉ thị về hòa hợp thời gian bảo vệ quyền tác giả và một số quyền bảo vệ có liên quan (còn gọi là Chỉ thị về thời gian bảo vệ), thời gian bảo vệ của các tác phẩm văn học và nghệ thuật được ấn định thống nhất là cho đến 70 năm sau khi tác giả qua đời. Các quyền lợi của những nhà nghệ thuật biểu diễn chấm dứt 50 năm sau buổi công diễn đầu tiên.
Với Chỉ thị quyền tác giả của Liên minh châu Âu (Chỉ thị 2001/29/EG) các quy định luật pháp châu Âu về quyền tác giả được nâng lên cùng với thời đại số và các định ước quốc tế được thực hiện thông qua các hiệp định của Tổ chức Sở hữu trí tuệ thế giới (WIPO).

## Quyền tác giả trong các nước nói tiếng Đức
Đọc bài chính về:
- Quyền tác giả Áo
- Quyền tác giả Đức
- Quyền tác giả Thụy Sĩ

## Quyền tác giả tại Việt Nam
Quyền tác giả tại Việt Nam đã được quy định chi tiết trong Bộ Luật Dân sự 2005 (nay được thay thế tại Bộ Luật Dân Sự 2015), Luật Sở hữu trí tuệ và Nghị Định 22/2018/NĐ-CP  của Chính phủ quy định chi tiết và hướng dẫn thi hành một số điều của Bộ luật Dân sự Luật Sở hữu trí tuệ về quyền tác giả và quyền liên quan. Theo đó, Quyền tác giả là quyền của tổ chức, cá nhân đối với tác phẩm do mình sáng tạo hoặc sở hữu, bao gồm các quyền sau đây:
1. Quyền Nhân thân
- Đặt tên cho tác phẩm
- Đứng tên thật hoặc bút danh trên tác phẩm; được nêu tên thật hoặc bút danh khi tác phẩm được công bố, sử dụng;
- Công bố tác phẩm hoặc cho phép người khác công bố tác phẩm;
- Bảo vệ sự toàn vẹn của tác phẩm, không cho người khác sửa chữa, cắt xén hoặc xuyên tạc tác phẩm dưới bất kỳ hình thức nào gây phương hại đến danh dự và uy tín của tác giả.

2. Quyền tài sản
- Làm tác phẩm phái sinh;
- Biểu diễn tác phẩm trước công chúng;
- Sao chép tác phẩm;
- Phân phối, nhập khẩu bản gốc hoặc bản sao tác phẩm;
- Truyền đạt tác phẩm đến công chúng bằng phương tiện hữu tuyến, vô tuyến, mạng thông tin điện tử hoặc bất kỳ phương tiện kỹ thuật nào khác;
- Cho thuê bản gốc hoặc bản sao tác phẩm điện ảnh, chương trình máy tính.

Tác phẩm được bảo hộ theo cơ chế quyền tác giả là các tác phẩm trong lĩnh vực văn học, khoa học và nghệ thuật.
Thời hạn bảo hộ quyền tác giả:
- Quyền nhân thân (trừ quyền được công bố tác phẩm hoặc cho phép người khác công bố tác phẩm) thì được bảo hộ vô thời hạn.
- Đối với quyền công bố tác phẩm hoặc cho phép người khác công bố tác phẩm và quyền tài sản thì: 
  - Tác phẩm điện ảnh, nhiếp ảnh, mỹ thuật ứng dụng, tác phẩm khuyết danh có thời hạn bảo hộ là 75 năm, kể từ khi tác phẩm được công bố lần đầu tiên;
  - Đối với tác phẩm điện ảnh, nhiếp ảnh, mỹ thuật ứng dụng chưa được công bố trong thời hạn 25 năm, kể từ khi tác phẩm được định hình thì thời hạn bảo hộ là 100 năm, kể từ khi tác phẩm được định hình;
  - Đối với tác phẩm khác và tác phẩm khuyết danh, khi các thông tin về tác giả xuất hiện thì thời hạn bảo hộ là suốt cuộc đời tác giả và 50 năm tiếp theo năm tác giả chết; trường hợp tác phẩm có đồng tác giả thì thời hạn bảo hộ chấm dứt vào năm thứ năm mươi sau năm đồng tác giả cuối cùng chết;

Thời hạn bảo hộ trên sẽ chấm dứt vào thời điểm 24 giờ ngày 31 tháng 12 của năm chấm dứt thời hạn bảo hộ quyền tác giả.

## Phong trào chống đối
Bên cạnh những người tiêu dùng vì đã quen thuộc với các vi phạm về quyền tác giả trong các nơi trao đổi âm nhạc trong Internet nên đang tự nhận thấy bị hạn chế các quyền tự do bởi luật pháp ngày càng nghiêm ngặt hơn cũng có những tác giả mong muốn đưa các tác phẩm của họ cho cộng đồng sử dụng tự do.
Để thực hiện điều này đơn giản nhất là từ bỏ quyền tác giả. Nhưng điều này không phải là trong bất cứ một hệ thống luật pháp nào cũng có thể được và vẫn tiếp tục dẫn đến tình trạng là các phiên bản được cải biến không phải là tự động được tự do sử dụng vì tác giả của những sửa đổi này không bắt buộc phải từ bỏ quyền tác giả của họ. Một khả năng để tránh tình trạng này là không từ bỏ quyền tác giả mà thông qua một hợp đồng bản quyền công nhận các quyền sử dụng đơn giản cho tất cả mọi người. Trong đó, các cái gọi là bản quyền copyleft yêu cầu các phiên bản được biến đổi chỉ được phép phổ biến theo cùng các điều kiện tự do.
Đặc biệt đáng được nêu ra trong phạm vi phần mềm tự do là các bản quyền của dự án GNU, ví dụ như các bản quyền GPL cho các chương trình máy tính và GFDL cho sách giáo khoa và các quyển hướng dẫn. Dự án Creative Commons đưa ra những bản quyền khác được cho là phù hợp tốt hơn với các nhu cầu đặc biệt của nghệ sĩ, đặc biệt là những bản quyền này không bị giới hạn trong một loại tác phẩm nhất định nào. Một mặt đó là những bản quyền nội dung mở (open-content) bảo đảm các quyền tự do tương tự như các bản quyền của phần mềm tự do và về mặt khác là những bản quyền có nhiều hạn chế hơn.